# Gong yuan 2000 AD
Gong yuan 2000 AD – hongkońsko–singapurski sensacyjny film akcji w reżyserii Gordona Chana, którego premiera odbyła się 27 stycznia 2000 roku.
Film zarobił 116 372 dolarów singapurskich w Singapurze.

## Obsada
Źródło: Filmweb

- Francis Ng – Ronald Ng
- Ken Lo – Bobby
- Ray Lui – Greg Li
- Andrew Lin – Kelvin Wong
- Gigi Choi – Janet
- James Lye – Eric Ong
- Phyllis Quek – Salina
- Aaron Kwok – Peter Li

## Nagrody
Źródło: Internet Movie Database
| Rok  | Nagroda                              | Kategoria             | Odbiorcy i nominowani | Wynik   |
| ---- | ------------------------------------ | --------------------- | --------------------- | ------- |
| 2001 | Hong Kong Film Award                 | Best Supporting Actor | Francis Ng            | Wygrana |
| 2001 | Hong Kong Film Critics Society Award | Best Actor            | Francis Ng            | Wygrana |
| 2001 | Golden Bauhinia Award                | Best Supporting Actor | Francis Ng            | Wygrana |